# Afroditī Latinopoulou
Afroditī Latinopulu (in greco Αφροδίτη Λατινοπούλου?; Salonicco, 29 aprile 1991) è un'avvocata, politica ed ex tennista greca.

## Biografia
Nata e cresciuta a Salonicco, si è laureata in giurisprudenza presso l'Università Aristotele di Salonicco nel 2017 e, successivamente, è diventata membro dell'Ordine degli avvocati di Atene. Durante i suoi anni da studentessa è stata membro del DAP-NDFK.
In giovane età ha iniziato a giocare a tennis, vincendo campionati panellenici e paneuropei. Ha fatto parte della squadra nazionale greca di tennis e ha ricevuto il premio "Alessandro Magno" come miglior atleta debuttante per il 2006-2007. Nel 2013 ha fondato un'accademia di tennis e ha lavorato come allenatrice. Come membro dell'ONNED, ha ricoperto il ruolo di segretario provinciale. Nel 2018 inizia a lavorare come produttrice radiofonica.
Nelle elezioni del 2019, è stata candidata al parlamento con Nuova Democrazia nella 1ª circoscrizione di Salonicco, dove ha ricevuto 5.297 voti. Nel giugno 2021, dopo alcune dichiarazioni controverse, è stata esclusa dal partito.
Nel 2022, ha annunciato la sua adesione al partito Creazione Nazionale di Thanos Tzimeros e poi a Forza Patriottica per il Cambiamento di Konstantinos Bogdanos. In occasione delle elezioni del giugno 2023 ha fondato il partito Voce della Ragione che ha raccolto lo 0,43% e 22.347 voti.
Nelle elezioni europee del 2024, Voce della Ragione ha ottenuto una percentuale del 3,04% e 120.753 voti, permettendole di diventare europarlamentare con 58.969 voti di preferenza.